# Benny Lee
Benjamin W. „Benny“ Lee (* 5. Dezember 1965 in Rangun) ist ein US-amerikanischer Badmintonnationalspieler burmesischer Herkunft. 

## Karriere
Benny Lee nahm 1992 im Herreneinzel und -doppel an Olympia teil. Im Einzel unterlag er dabei gleich in Runde eins und wurde somit 33. in der Endabrechnung. Im Doppel konnte er sich mit Thomas Reidy bis auf Platz neun vorkämpfen. Des Weiteren gewann Lee in den USA insgesamt neun nationale Titel.

## Sportliche Erfolge
| Saison | Veranstaltung              | Disziplin    | Platz | Name                        |
| ------ | -------------------------- | ------------ | ----- | --------------------------- |
| 1987   | USA: Einzelmeisterschaften | Herrendoppel | 1     | Chris Jogis / Benny Lee     |
| 1988   | USA: Einzelmeisterschaften | Herrendoppel | 1     | Chris Jogis / Benny Lee     |
| 1989   | Mexico International       | Herrendoppel | 1     | Chris Jogis / Benny Lee     |
| 1989   | USA: Einzelmeisterschaften | Herrendoppel | 1     | Chris Jogis / Benny Lee     |
| 1989   | Panamerikameisterschaften  | Herrendoppel | 1     | Chris Jogis (?) / Benny Lee |
| 1990   | USA: Einzelmeisterschaften | Herrendoppel | 1     | Chris Jogis / Benny Lee     |
| 1991   | Panamerikameisterschaften  | Herrendoppel | 2     | Thomas Reidy / Benny Lee    |
| 1992   | USA: Einzelmeisterschaften | Herrendoppel | 1     | Benny Lee / Tom Reidy       |
| 1992   | Olympia                    | Herrendoppel | 9     | Benny Lee / Tom Reidy       |
| 1992   | Olympia                    | Herreneinzel | 33    | Benny Lee                   |
| 1993   | USA: Einzelmeisterschaften | Herrendoppel | 1     | Benny Lee / Tom Reidy       |
| 1994   | USA: Einzelmeisterschaften | Herrendoppel | 1     | Benny Lee / Tom Reidy       |
| 1995   | USA: Einzelmeisterschaften | Herrendoppel | 1     | Benny Lee / Tom Reidy       |
| 1998   | USA: Einzelmeisterschaften | Herrendoppel | 1     | Andy Chong / Benny Lee      |